# Nicolae Crețu
Nicolae Crețu (n. 1888, Rășinari, județul Sibiu – d. 1954, Orăștie, județul Hunedoara) a fost un deputat în Marea Adunare Națională de la Alba Iulia, organismul legislativ reprezentativ al „tuturor românilor din Transilvania, Banat și Țara Ungurească”, cel care a adoptat hotărârea privind Unirea Transilvaniei cu România, la 1 decembrie 1918 :p. 200.

## Biografie
A urmat cursurile Institutului Pedagogic din Sibiu, devenind învățător la Câmpuri-Surduc timp de zece ani. După Unire, Nicolae Crețu își continuă activitatea didactică în Rășinari și Orăștie :p. 200.

## Activitatea politică
Ca deputat în Adunarea Națională din 1 decembrie 1918 a fost delegat al Cercului electoral Dobra :p. 200.	